# ATP Challenger Essen
Der ATP Challenger Essen (offiziell: Essen Challenger) war ein Tennisturnier, das 1981 und 1983 je einmal in Essen, Nordrhein-Westfalen, stattfand. Es gehörte zur ATP Challenger Tour und wurde im Freien auf Sand gespielt.

## Liste der Sieger

### Einzel
| Jahr | Sieger            | Finalgegner       | Ergebnis          |
| ---- | ----------------- | ----------------- | ----------------- |
| 1983 | Rolf Gehring      | José López Maeso  | 6:4, 6:3          |
| 1982 | nicht ausgetragen | nicht ausgetragen | nicht ausgetragen |
| 1981 | Chris Johnstone   | Andreas Maurer    | 7:5, 7:6          |

### Doppel
| Jahr | Sieger                           | Finalgegner               | Ergebnis          |
| ---- | -------------------------------- | ------------------------- | ----------------- |
| 1983 | Mike Myburg Christo van Rensburg | Nick Brown Steve Shaw     | 6:4, 6:2          |
| 1982 | nicht ausgetragen                | nicht ausgetragen         | nicht ausgetragen |
| 1981 | Jan Gunnarsson Stefan Svensson   | Ernie Ewert Damir Keretic | 7:6, 7:6          |